# 阿彭韋爾魏爾湖

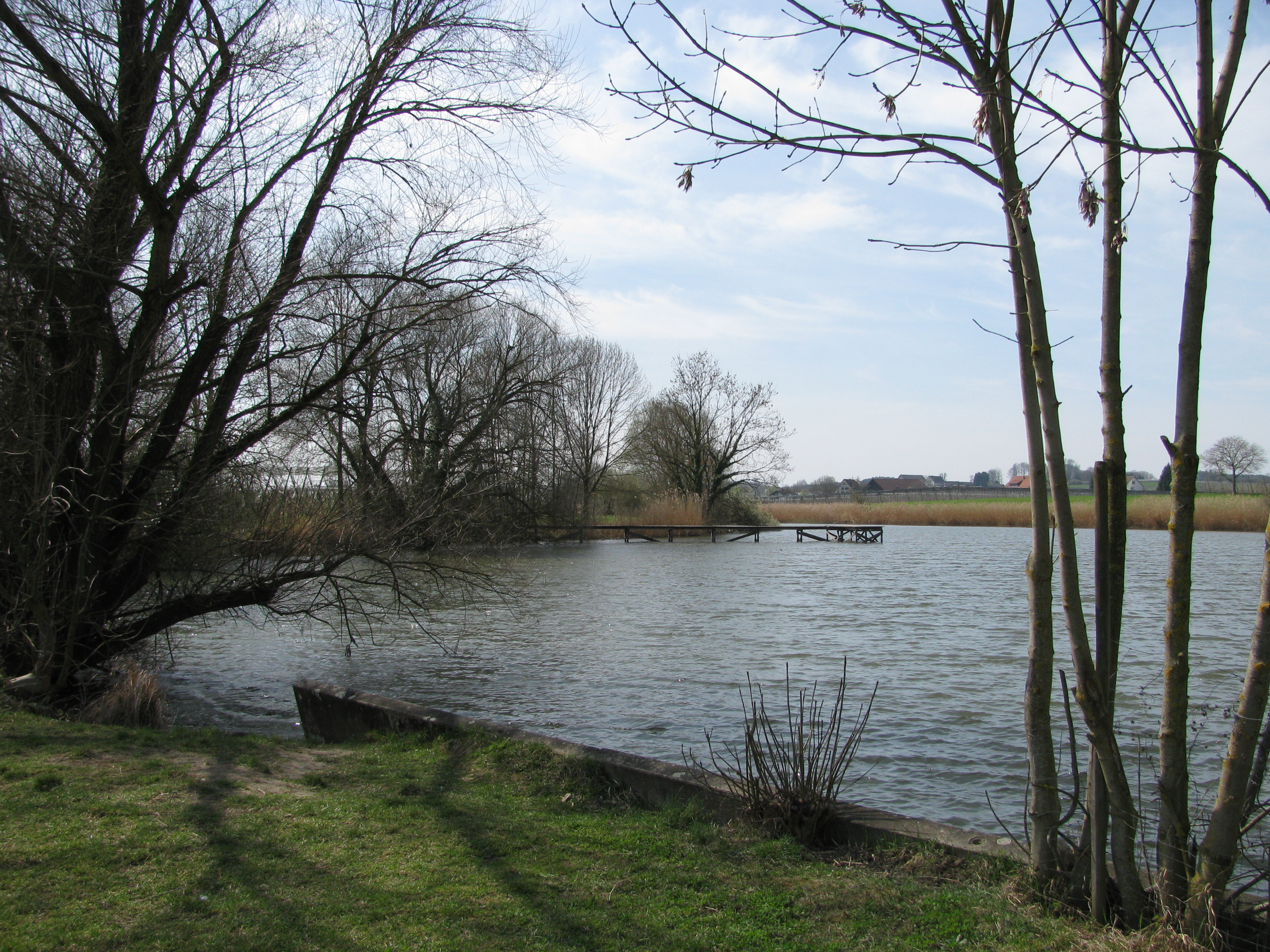

47°43′24.7″N 9°31′46.1″E / 47.723528°N 9.529472°E
阿彭韋爾魏爾湖（德語：Appenweiler Weiher），是德國的湖泊，位於該國西南部，由巴登-符騰堡州負責管轄，處於腓特烈港，面積0.02平方公里，海拔高度455米，平均水深2.1米，最大水深5.5米。